# Nanam Shang Gyaltsen Lhanang
Nanam Shang Gyaltsen Lhanang (tibétain : སྣ་ནམ་ཞང་རྒྱལ་ཚན་ལྷ་སྣང, Wylie : sna nam zhang rgyal tshan lha snang) ou Shang Gyaltsen, appelé en chinois Shang Jiezan (chinois simplifié : 尚结赞 ; chinois traditionnel : 尚結贊 ; pinyin : shàng jiézàn), décédé en 796, est un homme politique et un officier de l'Empire du Tibet.  Il est lönchen (བློན་ཆེན་, blon chen, lönchen, chancelier du Tibet) de 783 à 796.